# 각남초등학교
각남초등학교는 대한민국 경상북도 청도군에 있는 초등학교다.

## 학교 연혁
- 1936. 6.30. 각남공립보통학교 설립인가
- 1936. 7.20. 각남공립보통학교 개교(4년제)
- 1939. 6. 8. 각남공립보통학교 부설 옥산 간이학교 설립인가
- 1940. 2.27. 학년 연장(6년제)
- 1944. 3.31. 옥산 간이학교에서 대산국민학교로 인가
- 1945. 8.20. 일본제학제 폐쇄
- 1945. 9.24. 재개교
- 1966. 3. 1. 경상북도교육위원회 지정 연구학교-국어과(3년)
- 1981. 3.10. 각남초등학교 병설유치원 개원
- 1990. 3. 1. 특수학급 1학급 설치
- 1996. 3. 1. 각남초등학교 교명 변경
- 1999. 3. 1. 대산초등학교 통폐합
- 2000. 3. 1. 경상북도교육청 국악교육 시범학교 운영(2년)
- 2007. 3. 1. 경상북도교육청 교원능력개발평가 시범학교 운영(3년)
- 2014. 3. 1. 제34대 강동학 교장 취임
- 2014.12.27. 제7회 경상북도교육청 eduTop 공모전 우수상(보람교단-인성교육)
- 2014.12.31. 교육부 학부모 학교 참여 우수사례 공모전 우수상(교육부장관표창)
- 2015. 1. 2. 경상북도교육청 교육과정 공모전 우수학교
- 2015. 2.13. 제74회 졸업장 수여식(총 졸업생수 5,214명)
- 2015. 3. 1. 각남초등학교 CI(교표, 엠블럼) 변경